# Christopher Perry Halliwell
Christopher Halliwell es un personaje ficción de la serie de televisión Charmed (Embrujadas en España o Hechiceras en Latinoamérica). Nació el 16 de noviembre de 2004 en San Francisco. 
Es el segundo hijo de la pareja formada por Leo Wyatt y Piper Halliwell, nieto de Víctor Bennet y Patricia Halliwell y bisnieto de Allen Halliwell y Penny Halliwell así como hermano de Wyatt Matthew Halliwell. 
Debido a que su padre es un Anciano y su madre una bruja, posee una mezcla de los poderes de ambos. En su edad adulta, es interpretado por el actor Drew Fuller.

## Aparición en la serie
La primera aparición de Chris fue en los dos últimos capítulos de la 5ª temporada de Embrujadas. Llega a tiempo para salvar a Paige, su tía, de uno de los Titanes. Se da a conocer como un Luz Blanca del futuro llamado Chris Perry (oculta su verdadera identidad dando su segundo nombre como apellido), que viene a cambiar ciertos hechos en el presente para remodelar su futuro y evitar que Wyatt se convierta en malvado. A las hermanas les cuesta creerle, ya que permite que ocurran acontecimientos contrarios a la magia buena. Chris se defiende diciendo que no puede cambiar todo, aunque finalmente las ayuda a derrotar a los demonios a los que se enfrentan, sin embargo provoca secretamente que Leo se transforme en uno de anciano yéndose al cielo definitivamente. 
Ya en la sexta temporada Chris se convierte en el Luz Blanca de las hermanas estando bajo la mirada y el cuidado de Leo que no confía en él por no revelar cosas de su propia vida. En un principio Chris manda a las hermanas detrás de numerosos demonios sin dar ninguna explicación. Toma una poción para bloquear el poder de Phoebe de la empatía y que esta no sea capaz de leer sus emociones. A pesar de que Leo descubre que fue él quien mató a una Valquiria, decide no contarlo, pues las hermanas confían en él. 
En lo sucesivo la confianza hacia Chris por parte de las hermanas y Leo sufrirá altibajos. En un capítulo se descubre algo de su "presente". Chris tiene una novia llamada Bianca y se ve a un Wyatt consumido por la maldad. Finalmente en uno de los capítulos, Phoebe tiene una premonición donde ve a su sobrino Wyatt con un hermano suyo pidiéndole ayuda a ella. Gracias a su intuición Phoebe sospecha que este sobrino que no conoce es Chris, lo que este confirma. Sin embargo Chris menciona también que sólo será así si logran unir a tiempo a Piper y Leo, sus padres, pues la llegada de Chris al presente los ha separado. Después de varios intentos desesperados, durante los que Chris estuvo a punto de desaparecer, Piper y Leo lo conciben en el plano fantasmal sin ninguna presión y reconciliándose por muy poco tiempo, aunque renovando su amor imposible. Antes de que Piper llegara a descubrirlo por sí misma, Phoebe y Paige le dicen que está embarazada nuevamente y que su hijo es nada más y nada menos que Chris, el chico del futuro. Después de reponerse de la noticia, Piper no sabe por qué Chris es tan distante con ella y gracias a su padre descubre que en el "futuro" de Chris ella está muerta desde su adolescencia. 
En uno de los capítulos Chris es mordido por una demonio araña que se alimenta de poderes y almas. Siendo infectado por el veneno, que transforma a Piper, debido a la influencia de su hijo nonato Chris, en un demonio araña lleno de ira. Justo en ese momento Leo descubre que él es su hijo y ambos tienen una riña en la que Chris, después de golpearlo, le confiesa la razón de su resentimiento hacia él, contándole a Leo que, aunque es su padre, siempre tuvo tiempo para todos menos para él. Luego los dos van tomando un poco más de confianza y empiezan a entenderse, ayudados por un deseo concedido por un genio que Chris usa para que Leo le brinde confianza, amistad y perdón.
- Él está muy ofendido porque en el futuro su padre no le prestaba mucha atención.

## Muerte y resurrección
En el último capítulo de la sexta temporada Chris trata de volver al futuro con ayuda de Leo pues pensaba que la amenaza de que su hermano Wyatt se inclinara por la maldad había terminado. Sin embargo, al no poder volver, pasa al plano del mal junto a su padre. Gracias a las hermanas vuelven al mundo mortal. 
Mientras Chris está cuidando de Wyatt se enfrenta a Gideon, quien usa un áthame y lo hiere. Leo no puede curarlo por lo que Chris desaparece, dando a entender que un futuro nuevo se ha creado. Enfurecido por la muerte de su hijo, Leo asesina a Gideon. Después de un parto algo complicado, Piper da a luz al bebe Christopher Halliwell, volviendo la alegría de Chris a la casa Halliwell.

## Poderes y habilidades
A diferencia de su hermano mayor Wyatt, Chris no manifiesta ningún poder (salvo los de un Luz Blanca y telequinesis) hasta la última temporada, y no muestra propiedades mágicas mientras permanece en el seno de su madre. Al bebe Chris solo se le ve usar la orbitación para salvar a su hermano Wyatt de Billie y Christy cuando son poseídas por el Vacío. Ese es el momento en que recibe sus poderes de Luz Blanca (orbitación, sentir a sus protegidos, etc.), pero sin embargo no puede sanar. Como le comenta a su tía Paige, todavía necesita entrenamiento para usar sus poderes de sanación, de modo que es posible que desarrolle nuevos poderes en el futuro. Aunque no es exactamente igual y es más poderosa, la persona más parecida a él sería su tía Paige. Ella también fue adquiriendo gradualmente sus poderes. Más tarde, cuando se descubre su verdadera identidad comienza a usar libremente su poder de la telequinesis, no se sabe bien de quien heredó ya que los poderes no se pueden heredar de las tías, como se dice en un episodio de la serie, solamente si son niñas. También puede hacer pociones y hechizos debido a su herencia mágica. Si bien el nacimiento de Chris no estaba anunciado por una profecía, y es igual de poderoso que su hermano Wyatt, es uno de los más poderosos seres mágicos que han caminado sobre la Tierra.